# Rouvray (Yonne)
Rouvray è un comune francese di 371 abitanti situato nel dipartimento della Yonne nella regione della Borgogna-Franca Contea.

## Società

### Evoluzione demografica
Abitanti censiti